# Almas ukhaa
Almas ukhaa (mg. "hombre salvaje de Ukhaa Tolgod") es la única especie conocida del género extinto Almas de dinosaurio terópodo trodóntido, el cual vivió en la época del Campaniense hace aproximadamente entre 75 a 71 millones de años a finales del período Cretácico, en lo que es hoy Asia. Solo abarca a una especie, A. ukhaa, nombrada en 2017 por Pei Rui y colaboradores, con base en un esqueleto parcial articulado. El único espécimen conocido fue hallado en la Formación Djadochta, Mongolia, la cual data de la época del Campaniense.
En 1993, una expedición conjunta del Museo Americano de Historia Natural y la Academia de Ciencias de Mongolia descubrió cerca de Ukhaa Tolgod, en los Acantilados Llameantes, un esqueleto de un pequeño terópodo. Fue preparado por Amy Davidson. Aunque en años posteriores sus rasgos se insertaron en algunas matrices de datos de análisis filogenéticos, nunca se publicó una descripción del espécimen.
El holotipo , IGM 100/1323 , se encontró en una capa de la formación Djadochta que data de finales del Campaniano. Consiste en un esqueleto parcial con cráneo. El cráneo, mejor conservado, se encontró desarticulado del resto del esqueleto, pero se consideró que pertenecía al mismo individuo. Partes del techo del cráneo, así como las mandíbulas inferiores, se encontraron desconectadas del resto de la calavera. El esqueleto postcraneal contiene tres vértebras sacras, once vértebras de la cola proximales, gastralias, partes de la pelvis y partes de los miembros posteriores, que carecen de los dedos de los pies. Representa a un individuo subadulto. Cerca del esqueleto se han encontrado cáscaras de huevo de tipo Prismatoolithidae . Dichos huevos han sido referidos anteriormente a Troodontidae.
En 2017, la especie tipo Almas ukhaa fue nombrada y descrita por Pei Rui, Mark Norell, Daniel Barta, Gabriel Bever, Michael Pittman y Xu Xing . El nombre genérico se refiere a los almas , "hombre salvaje" en mongol, una criatura casi humana del folclore mongol. El nombre específico se refiere a su procedencia.